# 아톤 (기업)
아톤(ATON)은 대한민국의 핀테크 솔루션 기업이다. 본사는 서울특별시 영등포구 여의대로 108 파크원타워1 26층에 위치해 있다. 대표이사는 김종서,우길수이다.
한국의 증권사 및 관련 금융기관에 보안 인증 솔루션을 제공하고 있다.

## 역사
에이티솔루션즈에서 현재의 사명으로 변경하였다. 2024년 양자내성암호화 기술을 적용한 차세대 사설인증 솔루션 개발하였다.

## 같이 보기
- 아톤
- 양자컴퓨터

## 참고 문헌
1. ↑  권순철, '제2의 도약' 아톤, 중장기 신사업 '본격화', 더벨, 2024-12-13
2. ↑  배옥진, 김종서 아톤 대표 "보안·인증 경쟁력, 전방위 확대", 전자신문, 2022-12-07
3. ↑  이상일, 아톤, 우길수 신임 대표이사 선임...각자 대표 체제 전환, 디지털데일리, 2023-03-31
4. ↑  윤현주, 1억 벌면 2000만원 남긴다…보이스피싱도 잡겠다는 아톤, 한국경제, 2024.04.22